# Старомартинівська сільська рада
| Старомартинівська сільська рада — орган місцевого самоврядування у Галицькому районі Івано-Франківської області з адміністративним центром у с. Старий Мартинів. Історична дата утворення: в 1940 році. Водоймища на території, підпорядкованій даній раді: річка Дністер. Сільській раді підпорядковані населені пункти: - с. Старий Мартинів — населення 467 чол.; площа 8,945 кв.км; засн. в 1583; - с. Різдвяни — населення 216 чол.; площа 8,155 кв.км; засн. в 1578; |

## Склад ради
Рада складається з 14 депутатів та голови.

### Керівний склад ради
| ПІБ                        | Основні відомості                              | Дата обрання | Дата звільнення |
| -------------------------- | ---------------------------------------------- | ------------ | --------------- |
| Федів Маріія Володимирівна | Сільський голова, 1956 року народження, освіта | 26.03.2006   | 31.10.2010      |

Примітка: таблиця складена за даними джерела